# 翼竜
翼竜（よくりゅう）あるいは翼竜類（よくりゅうるい、学名: Pterosauria）は、翼竜様類に属する爬虫類の一群である。

## 概要
初めて空を飛んだ脊椎動物である。現代の鳥類ほどは上手く空を飛んだり、地上を歩いたりすることはできなかった。恐竜と同様に三畳紀に現れ、白亜紀末に絶滅した。

## 分類

### 上位分類
爬虫類に分類される。恐竜に近縁な動物だが、恐竜とは別のグループである。
2020年、内耳の研究に基づき、ラゲルペトン科が翼竜の祖先筋だったとする仮説が提唱された。
- 有羊膜類 Amniota
  - 竜弓類 Sauropsida
    - 爬虫類 Reptilia
      - 双弓類 Diapsida
        - 主竜形類 Archosauromorpha
          - 主竜類 Archosauria
            - 鳥頸類 Ornithodira
              - 翼竜様類 Pterosauromorpha
                - 翼竜類 Pterosauria★

翼竜様類 Pterosauromorphaは、恐竜より翼竜に近縁な全ての鳥頸類として定義されている。

### 下位分類
旧来は嘴口竜亜目と翼指竜亜目の2群に分けられていた。現在では、嘴口竜亜目は側系統であることが明らかになっている。分岐学の使用が増えるにつれて、旧来の分類はほとんどの科学者の間で支持されなくなった。
代表的な種としてはランフォリンクス、プテラノドン、ケツァルコアトルスなどが知られている。

## 発見史
1784年、イタリア人博物学者コジモ・アレッサンドロ・コリーニによって最初に報告された。当初はその分類の帰属や生態にさまざまな説が飛び交い、哺乳類や水生動物であると考えられていたこともある。初めて翼竜が空を飛ぶ爬虫類だとしたのは、19世紀のフランスの博物学者ジョルジュ・キュヴィエである。これまでに60以上の属が発見されている。

## 特徴
大きさは小鳥ぐらいの大きさから翼開長12メートルを超えるものまでさまざまである。どれも大きな頭部と翼、それに対して小さな胴体をもつ。長い尾を持つものも、まったく尾を持たないものもある。
翼は膜構造であったと考えられている。つまり、長く伸びた前足の指によって薄い膜を広げているという、コウモリの翼に似た構造である。ただし、コウモリであれば親指以外のすべての指が膜を支えているのに対し、翼竜の翼は第4指（第5指は退化）と脚の間だけに膜が張っている。翼から独立している指の数が多かったのでコウモリよりずっと自由に物をつかめたはずだが、指1本だけで膜を支えた翼では飛行の自由さなどの点でコウモリには及ばないものであったと思われる。しかしその一方、飛膜には神経や筋肉が張り巡らされていたと思われる痕跡もあり、膜の形状を変化させることにより高度な飛行制御を行えた可能性も指摘されている。また、歩行や地上活動に関しては後述するように鳥類には大きく劣っていたが、足跡の研究からは翼竜が蹠行性の四足歩行をしており、地上でははい回ることしかできないコウモリより地上適応性が高かったことが示唆されている。
背心骨を有すること、骨格が中空で軽量な含気骨から成るのは、鳥類と同じである。含気骨を有することから、やはり鳥類と同じく気嚢も備えていた可能性が高い。（恐竜も気嚢を有しており、恐竜と翼竜の共通祖先の段階で既に気嚢を獲得していた可能性が高い。）体重は非常に軽く、翼開長10ｍを超えるケツァルコアトルスでも70kgほどだったと見られる。
また、翼竜の化石からも恐竜・鳥類に似た羽毛が発見されており、恐竜類との共通祖先（鳥頸類）の段階から羽毛を有していたと考えられる。
また、空では逆光で見えにくいため色は今の海鳥と似ていて派手な色は少なく、背中は紫外線を防ぐため黒で、腹側は色素の節約で白だったという説もある。
とさかがある種も多く、その用途については雌雄のコミュニケーションに使われたという説や、同種と別種を見分けるためという説などがある。
クンペンゴプテルスという翼竜の胃から見つかったペリット化石の発見から、鳥類などに見られる消化できなかったものをペリットと呼ばれる塊として吐き出す習性を持っていたことが示唆されている。

### 飛行などについて
「十分はばたけるだけの筋肉は持たなかったのではないか」、「翼が膜構造であるために嵐などの強風の中では翼が破れて飛行出来なかったのではないか」という説もある。しかし、その後の研究でまったく羽ばたかなかったという説はほぼ否定され、現生の鳥類から見ても大型種は滑空が主だが多少なりとも羽ばたいたことは間違いないと考えられている。また、翼も単なる皮膜ではなく、強靱な繊維の入ったある程度厚みの有るものだったと判明している。
上記の体重も含めて、骨格構造は飛行のために特殊化しており、陸上生活への適応は低く、鳥類のような活発な歩行などはほとんどできなかったとされている。歩行姿勢は、前肢も使っての四足歩行であった可能性が高いことが近年の研究で判明しつつある（嘴口竜亜目#生態の項も参照）。
飛行制御を行うだけの高度な知能や、それだけの脳を使うために内温性（恒温動物）であったことや体温を維持する羽毛を持っていた可能性などが指摘されている。
三畳紀からジュラ紀にかけてはランフォリンクスなど、小型で尾の長いものが多かったが、ジュラ紀末に多くが絶滅し、衰退（最後の化石記録は以前はジュラ紀末期までだったが、白亜紀前期のものも僅かだが発見されるようになった）。白亜紀後期にはプテラノドンやケツァルコアトルスなど大型で尾の短い翼指竜亜目に属するものばかりになった（翼指竜亜目は小型で尾の長いものからジュラ紀後期に進化し、白亜紀前期にかけては多様性の頂点を迎えて小型の種も多かったが、後期にはその多様性を減少させていた）。この頃には鳥類が飛行を始めていたようなので、小型種は鳥類との競争に敗れ、異なるニッチにある大型種が残ったとも言われている。

## おもな属

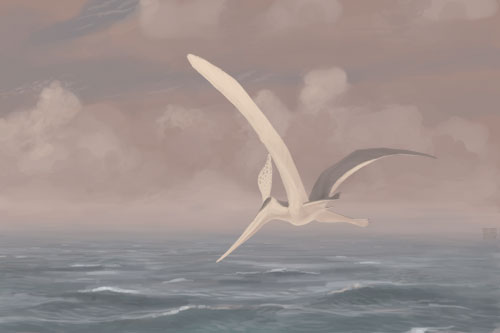
ゲオステルンベルギア

ランフォリンクス Rhamphorhynchus
ジュラ紀に出現した。長い尾の先が菱形になっていたが、これは飛行時に舵の役割をしたのではないかとする説がある。翼開長は最大175センチメートル。
プテロダクティルス Pterodactylus
ジュラ紀に出現した。翼開長は50 - 75センチメートルほど。
プテラノドン Pteranodon
白亜紀の北アメリカに出現した。翼開長は7～9メートルにも及ぶ大型の翼竜で、大きなくちばしをもち、頭部の後ろにも大きな突起がある。
ケツァルコアトルス Quetzalcoatlus
白亜紀の北アメリカに出現した。翼開長は10メートルを超え、目下空を飛んだ最大の動物とされている。属名はアステカ神話の神ケツァルコアトルに由来する。